# Затяжний стрибок (фільм)
Затяжний стрибок (англ. Cutaway) — телевізійний, кримінальний бойовик, режисера Гая Маноса, події якого тісно пов'язані зі субкультурою парашутних стрибків. Відеоряд насичений значною кількістю якісних повітряних відеозйомок, з літаками, у вільному падінні і під час пілотування парашутів. Фільм вважається одним з найкращих зразків художнього кіно на парашутну тематику. Вперше його було продемонстровано широкому загалу третього жовтня 2000 року, в мережі оператора USA Network, на території Сполучених штатів. Через деякий час вийшли релізи на VHS і DVD.

## Сюжет
Агент Федеральної митної служби, Віктор Купер, вже декілька років поспіль працює над виявлення шляхів постачання наркотиків на територію США. В його доробку 8 успішних операцій під прикриттям, кожна з яких завершилась арештами наркоторговців. Проте в його досьє зазначається, що він незадоволений результатом своєї роботи. Ставить перед собою нереалістичні цілі. Прагне виявляти і заарештовувати наркоторговців найвищого рівня, а не дрібних дилерів і контрабандистів. Керуючись своїми переконаннями він регулярно порушує дисципліну і загальноприйняті в правоохоронних органах процедури. Під час виконання свого останнього завдання, Віктор особисто був присутній під час завантаження наркотиків в літак. Представники митної служби, блокували літак і затримали його пілотесу, одразу після приземлення на території США, але в процесі обшуку знайшли лише вантаж морепродуктів. Віктор точно знав, що наркотики були на літаку, але їх не виявили коли літак приземлився. Ці обставини наштовхнули його на думку, що вантаж наркотиків міг зникнути з літака лише під час польоту. З метою знайти підтвердження своїм підозрам Віктор Купер відправляється на місцеву дропзону, щоб особисто вивчити і оцінити можливості парашутистів і сучасної парашутної техніки.
Віктор Купер вдає з себе експерта з комп'ютерної техніки у відпустці, який раптово зацікавився парашутними стрибками. На дропзоні він знайомиться зі Стар, молодою дівчиною, парашутисткою, яка влаштовує йому перший тандемний стрибок і знайомить з командою парашутистів, яка готується до виступу на національному чемпіонаті з парашутного спорту. В таборі парашутистів, Віктор помічає фотографію пілотеси літака, який перевозив наркотики і дізнається, що вона зустрічається з одним з лідерів команди, Ренді Кінгстон, на прізвисько Турбо. Віктор занурюється у світ парашутного спорту, проникає в команду і намагається увійти в довіру до її членів. За допомогою свого куратора з митної служби, Віктор отримує доступ до бази парашутної команди армії США (Золоті лицарі), на якій присутня вертикальна аеродинамічна труба. Віктор починає тренування в трубі, під керівництвом лідера армійської команди сержанта Дельміри, щоб прискорити свій прогрес в навичках вільного падіння, паралельно піднімаючи свій авторитет в команді парашутистів. Через деякий час Редлайн (лідер команди), запрошує Віктора здійснити спільно з ним, операцію по доставленню наркотиків за допомогою парашутів. Таким чином Віктору вдається виявити всю мережу постачальників і покупців наркотиків. Діючи в команді парашутистів, Віктор Купер, в драматичній боротьбі з Золотими лицарями виборює золоті медалі чемпіонату і під час останнього стрибка, прямо в повітрі, повідомляє Редлайну, про його арешт. Не маючи бажання провести решту життя за ґратами, Редлайн відчіпляє купол свого основного парашута і не використовуючи запасний розбивається від удару об землю. Після завершення чемпіонату, Віктор полишає роботу в митній службі і очолює команду, яка лишилась без лідера, після смерті Редлайна.

## В ролях
| Актор               | Роль                    |
| ------------------- | ----------------------- |
| Том Беренджер       | Ред лайн                |
| Стівен Болдвін      | Віктор «Вік» Купер      |
| Денніс Родман       | Ренді «Турбо» Кінгстон  |
| Максін Банс         | Стар                    |
| Рон Сільвер         | лейтенант Браян Маргейт |
| Рой Ейджлофф        | Бум-бум                 |
| Маркос Ферраес      | Граунд Раш              |
| Адам Вайлі          | Кол                     |
| Томас Ян Ніколас    | Ріп                     |
| Філіп Глассер       | Корд                    |
| Каспер ван Дін      | Дельміра                |
| Кет Стоун           | блондинка пілот         |
| Еллісон Маккей      | місіс Шиплі             |
| Білл Бус            | бородатий чоловік       |
| Рена Макферрон      | жінка з дитиною         |
| Сем Блаунт молодший | хлопчик                 |
| Даніель Ваксман     | дівчинка                |